# Senior PGA Tour 1984
De Senior PGA Tour 1984 was het 5de seizoen van de Senior PGA Tour dat in 2003 vernoemd werd tot de Champions Tour. Het seizoen begon met het Seiko-Tucson Senior Match Play Championship, in januari, en eindigde met het General Foods PGA Seniors' Championship, in december. Er stonden tweeëntwintig toernooien op de agenda waaronder vier majors.

## Kalender
| Data  | Data  | Toernooi                                       | Stad                               | Winnaar           | Score | Score | Info                        |
| ----- | ----- | ---------------------------------------------- | ---------------------------------- | ----------------- | ----- | ----- | --------------------------- |
| 05-01 | 08-01 | Seiko-Tucson Senior Match Play Championship    | Tucson, Arizona                    | Gene Littler      | 1up   | 1up   | Nieuw toernooi              |
| 19-01 | 22-01 | PGA Seniors' Championship                      | Palm Beach Gardens, Florida        | Arnold Palmer     | 282   | –6    |                             |
| 23-03 | 25-03 | The Vintage Invitational                       | Indian Wells, Californië           | Dona January      | 280   | –7    | Nieuw toernooi              |
| 06-04 | 08-04 | Daytona Beach Seniors Golf Classic             | Daytona Beach, Florida             | Orville Moody     | 213   | –3    | Eerste Senior PGA-zege      |
| 20-04 | 22-04 | Senior PGA Tour Roundup                        | Sun City West, Arizona             | Billy Casper      | 202   | –14   | Nieuw toernooi              |
| 03-05 | 06-05 | MONY Senior Tournament of Champions            | Kaupulehu, Hawaï                   | Orville Moody     | 288   | par   | Nieuw toernooi              |
| 01-06 | 03-06 | Gatlin Brothers Seniors Golf Classic           | Sparks, Nevada                     | Dan Sikes         | 210   | –6    |                             |
| 21-06 | 24-06 | Senior Tournament Players Championship         | Beachwood, Ohio                    | Arnold Palmer     | 276   | –8    |                             |
| 28-06 | 01-07 | US Senior Open                                 | Pittsford, New York                | Miller Barber     | 286   | –2    |                             |
| 06-07 | 08-07 | Greater Syracuse Senior's Pro Classic          | Syracuse, New York                 | Miller Barber     | 206   | –7    |                             |
| 13-07 | 15-07 | Merrill Lynch/Golf Digest Commemorative Pro-Am | Newport, Rhode Island              | Roberto DeVicenzo | 206   | –10   |                             |
| 26-07 | 28-07 | Denver Post Champions of Golf                  | Denver, Colorado                   | Miller Barber     | 208   | –8    |                             |
| 10-08 | 12-08 | du Maurier Champions                           | Canada                             | Don January       | 194   | –19   |                             |
| 31-08 | 03-09 | Citizens Union Senior Golf Classic             | Lexington, Kentucky                | Gay Brewer        | 204   | –9    | Eerste Senior PGA-zege      |
| 07-09 | 09-09 | United Virginia Bank Seniors                   | Manakin-Sabot, Virginia            | Dan Sikes         | 207   | –9    |                             |
| 13-09 | 16-09 | World Seniors Invitational                     | Charlotte, North Carolina          | Peter Thomson     | 281   | –7    | Eerste Senior PGA Tour-zege |
| 21-09 | 23-09 | Digital Middlesex Classic                      | Concord, Massachusetts             | Don January       | 207   | –9    |                             |
| 11-10 | 14-10 | Suntree Senior Classic                         | Melbourne, Florida                 | Lee Elder         | 200   | –16   | Eerste Senior PGA Tour-zege |
| 18-10 | 21-10 | Hilton Head Seniors International              | Hilton Head Island, South Carolina | Lee Elder         | 203   | –13   |                             |
| 30-11 | 02-12 | Quadel Seniors Classic                         | Boca Raton, Florida                | Arnold Palmer     | 205   | –11   |                             |
| 06-12 | 09-02 | General Foods PGA Seniors' Championship        | Palm Beach Gardens, Florida        | Peter Thomson     | 286   | –2    |                             |

| Majors |  | po = winnaar na play-off |  | R = rookie of seizoensdebuut |